# Marjane
Marjane is een Marokkaanse supermarktketen.

## Geschiedenis
De onderneming werd in 1990 opgericht en opende haar eerste supermarkt in Rabat. In augustus 2007 verkocht het Franse Auchan haar aandeel van 49% in de keten aan de Marokkaanse ONA Group, waardoor die voor de volle 100% eigenaar werd van Marjane. Met meer dan 30 miljoen klanten per jaar is Marjane de marktleider in Marokko. Het Franse Carrefour en Marokkaanse Aswak Assalam zijn de grootste concurrenten. In 2012 stond het aantal hypersupermarkten op een aantal van 29 en was de omzet 10 miljard dirham. In 2013 zijn er vestigingen geopend in Berkane, Meknes en Sidi Slimane, en in december 2013 werd de eerste steen gelegd voor de opening van hypersupermarkt Larache. CEO Mohamed El Amrani heeft aangekondigd dat er de komende jaren meer supermarkten zullen worden geopend, met name om de concurrentie voor te blijven.